# Sauerland Event
Sauerland Event (offiziell Sauerland Event GmbH) war ein von Wilfried Sauerland gegründeter Boxstall in Berlin. Er gehört seit 2021 als Abteilung zum Unternehmen Wasserman Media Group aus den Vereinigten Staaten. Die Leitung der Boxabteilung des Unternehmens haben Kalle Sauerland sowie Nisse Sauerland inne.

## Unternehmensgeschichte
Laut Angaben von Wilfried Sauerland traten 1978 Mitglieder der sambischen Regierung mit der Bitte an ihn heran, mit Hilfe seiner Kontakte einheimische Boxer nach Übersee zu vermitteln. So organisierte er in Sambias Hauptstadt Lusaka am 30. September 1978 seine ersten Boxveranstaltung. Einer seiner ersten Boxer war Lottie Mwale, den er bis an die Spitze der WBC-Rangliste führte, der jedoch seinen WM-Titelkampf verlor. Seine erste Veranstaltung in Deutschland fand 1980 statt. Aufmerksamkeit erregte auch John Mugabi, Silbermedaillengewinner der Olympischen Spiele von Moskau. Seine sieben Kämpfe in Deutschland gewann er allesamt und trat auch in die USA an. 1986 fand sein erster WM-Titelkampf gegen Marvin Hagler statt, den er verlor; bis dahin hatte Mugabi eine Bilanz von 26 K.-o.-Erfolgen in 26 Kämpfen.
Ab 1980 betreute Sauerland René Weller, der im März 1984 Europameister im Leichtgewicht wurde. Auch Manfred Jassmann (Halbschwer) aus Korbach gehörte zu Sauerlands Schützlingen. Als dieser im Juli 1983 in Frankfurt um den Europameistertitel kämpfte (und unterlag), hatten die öffentlich-rechtlichen Sender für die Übertragungsrechte lediglich 8000 DM geboten. Sauerland lehnte dieses Angebot ab. Das Profiboxen in Deutschland dieser Zeit wurde als „ausgedünnte Szene“ beschrieben, Sauerland habe sich als Veranstalter bemüht, dieser Szene zum Überleben zu verhelfen.
1990 nahm Sauerland, der kurz zuvor noch einen Ausstieg aus dem Boxgeschäft erwog, Henry Maske und Trainer Manfred Wolke unter Vertrag und stach damit unter anderem seinen Konkurrenten Klaus-Peter Kohl aus, der ebenfalls mit dem DDR-Boxer und seinem Trainer in Verbindung stand. Mit Axel Schulz holte Sauerland einen weiteren DDR-Spitzenboxer, auch die Brüder Torsten May und Rüdiger May stießen dazu. „Die Boxer aus dem Osten haben das Boxen in Deutschland gerettet“, äußerte Wilfried Sauerland später. Mit Maske als Zugpferd erlebte das Profiboxen in Deutschland einen erheblichen Aufschwung, zu dem auch Sauerlands Zusammenarbeit mit dem Fernsehsender RTL in hohem Maße beitrug. RTL betrieb eine „gezielte Heroisierung“ der Boxer, übertrug die Kämpfe mit großem Aufwand und Spektakel und sorgte gemeinsam mit Sauerland maßgeblich dafür, „den Sport aus dem Rotlicht-Milieu herauszuziehen und ihm von seinem bisherigen Schmuddel- und Kneipen-Image zu lösen“. Sauerland und der Boxstall Universum seines Konkurrenten Kohl beherrschten in den 1990er und 2000er Jahren das Boxgeschäft in Deutschland.
Zu den großen Kämpfen von Sauerland-Boxern in der Hochzeit des deutschen Profiboxens gehörten der erste WM-Kampf von Maske 1993, die beiden Duelle zwischen Maske und Graciano Rocchigiani im Jahr 1995 die umstrittene Niederlage Schulz’ gegen George Foreman 1995 sowie Schulz’ weitere WM-Kämpfe gegen Francois Botha (Dezember 1995) und Michael Moorer.
Nach den Olympischen Sommerspielen 1996 verpflichtete der Sauerland-Boxstall Ulli Wegner als Trainer, der in den folgenden Jahren Sven Ottke, Markus Beyer, Marco Huck und Arthur Abraham zu Weltmeistern machte. Vor seinem Wechsel aus dem Amateurlager zu Sauerland hatte Wegner auch Kontakt zum Konkurrenten Universum gehabt. Ottke wurde im März 2003 der zweite Deutsche, der WM-Titel von zwei Verbänden hielt, im März 2004 trat der Supermittelgewichtler aus Berlin zurück und beendete somit seine Profikarriere ohne Niederlage. Als wichtiger Mitarbeiter Sauerlands galt Jean-Marcel Nartz als technischer Leiter, der als „der eigentliche Motor“ von Sauerlands Boxgeschäft bezeichnet wurde. Nartz wechselte 2002 von Sauerland zu Universum. Zu Jahresbeginn 2004 trat der Sauerland-Boxstall aus dem Bund Deutscher Berufsboxer (BDB) aus und trat dem österreichischen Verband bei. Sauerland kritisierte den BDB, dieser habe sich nicht ausreichend vom Vizepräsidenten Hans Högner distanziert, dem rassistische und antisemitische Äußerungen vorgeworfen worden waren. Sauerland befürchtete „einen dauernden Imageschaden für unseren Sport“, welchen man nicht mittragen werde. Im Dezember 2005 wurde mit dem Russen Nikolai Walujew erstmals ein Boxer aus dem Sauerland-Stall Schwergewichtsweltmeister.
Im Laufe der Jahre richtete der Sauerland-Boxstall, der zunächst seine Geschäfte von Köln und London aus betrieb und 2003 nach Berlin wechselte, Zweigstellen in Hamburg, Kopenhagen, Stockholm und New York ein. Das Unternehmen wurden „zu einem der größten und erfolgreichsten Boxställe Europas“.
Ab Dezember 2001 wurden Kämpfe von Sauerland-Boxern regelmäßig von der ARD übertragen, nachdem der Vertrag nicht verlängert worden war, wurde im Oktober 2014 der Privatsender Sat.1 neuer Fernsehpartner des Boxstalls. Wilfried Sauerland übergab die Geschäfte zusehends an seine Söhne Kalle und Nisse und war insbesondere ab 2013 kaum noch handelnd tätig. Im Jahr 2015 äußerte Wilfried Sauerland, dass man mittlerweile in Skandinavien genauso viele Boxveranstaltungen austrage wie in Deutschland. Kalle Sauerland widmete sich ab Herbst 2017 vor allem der Turnierserie „World Boxing Super Series“ und war fortan nicht mehr ins Deutschland-Geschäft des Boxstalls eingebunden. Sein Bruder Nisse kümmert sich vornehmlich um die Geschäfte in Skandinavien und England. Kalle Sauerland betonte im März 2017 zwar die deutschen Wurzeln des Unternehmens, kündigte gleichzeitig aber Veränderungen an und ebenfalls, sich als Boxstall verstärkt international auszurichten. „Wir stehen für Resultate. Und wenn es nicht so läuft, dann musst du Sachen ändern. Es gibt Änderungen bei uns: Kündigungen, Leute gehen, neue kommen, neue Wege. Wir suchen den Weg vorwärts [...] Wir müssen uns wieder aufbauen langsam. Und da sind wir gut aufgestellt, wir sind noch nicht am Ende. Wir werden noch mehr Änderungen bei uns machen, wir werden uns mehr international anpassen“, sagte er.
Im Juli 2018 kündigte Wilfried Sauerland an, sich wieder vermehrt in die Belange des Deutschland-Geschäfts einzubringen, das durch die verstärkt internationale Ausrichtung gelitten hatte. Der Unternehmensgründer überredete Trainer Wegner zum Weitermachen, nachdem dessen Vertrag ausgelaufen war. Zu diesem Zeitpunkt verfügte der Boxstall mit dem Supermittelgewichtler Tyron Zeuge nur noch über einen Weltmeister. Sauerlands Boximperium sei ins Wanken geraten, schrieb die Zeitung Die Welt im Juli 2018. 2018 ging das Unternehmen nach dem Auslaufen des Sat1-Vertrages eine Zusammenarbeit mit Sport1 ein, Wilfried Sauerland räumte im August 2018 verspätete Zahlungen ein, die Süddeutsche Zeitung berichtete unter der Überschrift „Die fetten Jahre bei Sauerland sind vorbei“ über den Boxstall, „der unter großen Schwierigkeiten in der Gegenwart ankommt“. Im Sommer 2019 gab der Boxstall bekannt, zum Jahresende 2019 seine Trainingshalle nahe dem Berliner Olympiastadion zu schließen, da die Auslastung bei Jahreskosten im sechsstelligen Bereich nicht mehr gegeben sei. Kalle Sauerland zufolge wurde damit auch der Entwicklung Rechnung getragen, dass Boxer mittlerweile „individuell trainieren, sie haben ihr eigenes Team um sich herum und wählen den Ort ihrer Trainingsstätte selbst“. Ende September 2019 wurde Trainer Wegner die schriftliche Kündigung zum 31. Dezember 2019 zugestellt. Das Angebot, die Boxer auf freiberuflicher Basis mit einem Zuschuss Sauerlands zu betreuen, hatte Wegner abgelehnt. Wilfried Sauerland betonte laut Bild-Zeitung: „Aber wir hatten mit Ulli Wegner die Sache schon lange vorher besprochen.“ Als Grund für die Kündigung nannte Sauerland finanzielle Gründe („Wir können es uns einfach nicht mehr leisten, für so wenige Boxer so viel Geld für den Trainer auszugeben“). Wegner selbst hatte einige Wochen vor dem Erhalt der Kündigung gesagt, er habe Angst „im Bösen auseinanderzugehen“, weil sich das allmählich anbahne. Den Ablauf der Kündigung kritisierte der Trainer dann deutlich. Im November 2019 betonte Kalle Sauerland, der Boxstall werde nicht mehr mit fest angestellten, sondern mit freiberuflich beschäftigten Trainer zusammenarbeiten. Meldungen eines baldigen Endes des Boxstalls wies er im selben Monat zurück und betonte, man wolle bald wieder große Veranstaltungen durchführen.
2021 verkaufte der Firmengründer Wilfried Sauerland den Boxstall an das Unternehmen Wasserman Media Group aus den Vereinigten Staaten. Seine Söhne Kalle und Nisse wurden Leiter der Boxabteilung des Unternehmens.

## Sauerland-Boxer
| Ehemalige | Aktuelle |
| --- | --- |
| - Henry Akinwande (* 1965), WBO-Weltmeister im Schwergewicht - Markus Beyer (1971–2018), dreifacher WBC-Weltmeister im Supermittelgewicht - Jürgen Brähmer (* 1978), Deutschland, Halbschwergewicht - Thomas Classen (* 1962), deutscher Meister im Schwergewicht, 1985 - Danilo Häußler (* 1975), EBU-Europameister im Supermittelgewicht - Timo Hoffmann (* 1974), WBO- und IBF-Intercontinental Champion im Schwergewicht - Robert Helenius (* 1984), Finnland, mehrfacher EBU-Europameister und WBO/WBA-Intercontinental-Champion im Schwergewicht - Manfred Jassmann (* 1952), Deutscher Meister im Halbschwer- und Schwergewicht - Edmund Gerber (* 1988), Deutschland, Deutscher Meister im Schwergewicht - Henry Maske (* 1964), IBF-Weltmeister im Halbschwergewicht - Željko Mavrović (* 1969), EBU-Europameister im Schwergewicht - Yoan Hernández (* 1984), Kuba, IBF-Weltmeister im Cruisergewicht - Marco Huck (* 1984), Deutschland, WBO-Weltmeister im Cruisergewicht - Torsten May (* 1969), EBU-Europameister im Cruisergewicht - Rüdiger May (* 1974), Deutscher Meister im Cruisergewicht - Karo Murat (* 1983), Deutschland, EBU-Europameister im Halbschwergewicht - Eduard Gutknecht (* 1982), Deutschland, EBU-Europameister im Halbschwergewicht - Robert Woge (* 1984), Deutschland, IBF-Intercontinental-Champion im Halbschwergewicht - Mikkel Kessler (* 1979), Dänemark, WBA/WBC Weltmeister im Supermittelgewicht - John Mugabi (* 1960), WBC-Weltmeister im Halbmittelgewicht - Dominik Britsch (* 1987), Deutschland, IBF-Intercontinental-Champion im Mittelgewicht - Chisanda Mutti, Commonwealth Meister im Cruisergewicht - Lottir Mwale, Commonwealth und Afrikanischer Meister im Halbschwergewicht - Oktay Urkal (* 1970), EBU-Europameister im Halbwelter- und Weltergewicht - Sven Ottke (* 1967), IBF-Weltmeister im Supermittelgewicht - Alexander Powetkin (* 1979), Russland, Schwergewicht - Axel Schulz (* 1968), Deutscher Meister im Schwergewicht - Kubrat Pulew (* 1981), Bulgarien, Schwergewicht - Cecilia Brækhus (* 1981), Norwegen, Weltergewicht - Enrico Kölling (* 1990), Deutschland, Deutscher Meister im Halbschwergewicht - Michel Trabant (* 1978), EBU-Europameister im Weltergewicht - Pierre Vogel (* 1978), Deutscher Juniorenmeister im Halbschwergewicht - Nikolai Walujew (* 1973), WBA-Weltmeister im Schwergewicht - René Weller (1953–2023), zweifacher EBU-Europameister im Leichtgewicht - Artur Mann (* 1990), Deutschland, Cruisergewicht - Oscar Ahlin, Schweden, Supermittelgewicht - Jack Culcay-Keth (* 1985), Deutschland, Halbmittelgewicht - Tyron Zeuge (* 1992), Deutschland, Supermittelgewicht - Otto Wallin (* 1990), Schweden, Schwergewicht - Albon Pervizaj, Deutschland, Schwergewicht - Burak Sahin, Deutschland, Schwergewicht - Tomi Honka, Finnland, Cruisergewicht - Noel Gevor (* 1990), Deutschland, Cruisergewicht - Erik Skoglund (* 1991), Schweden, Halbschwergewicht - George Groves (Boxer) (* 1988), Großbritannien, Supermittelgewicht - Patrick Nielsen (* 1991), Dänemark, Supermittelgewicht - Micki Nielsen (* 1993), Dänemark, Cruisergewicht - Michael Wallisch (* 1985), Deutschland, Schwergewicht - Marcos Nader (* 1990), Österreich, Mittelgewicht - Tim-Robin Lihaug, Norwegen, Halbschwergewicht - Mikael Lawal, Nigeria, Cruisergewicht - Arthur Abraham (* 1980), Deutschland, Supermittelgewicht - Zach Parker (* 1994), Großbritannien, Supermittelgewicht - Kem Ljungquist, Dänemark, Schwergewicht - Vincent Feigenbutz (* 1995), Deutschland, Supermittelgewicht - Leon Bauer (* 1998), Deutschland, Supermittelgewicht - Leon Bunn (* 1992), Deutschland, Halbschwergewicht - Kai Robin Havnaa, Norwegen, Cruisergewicht - Filip Hrgović, Kroatien, Schwergewicht - Katharina Thanderz (* 1988), Norwegen, Superfedergewicht - Denis Radovan (* 1992), Deutschland, Supermittelgewicht - Patrick Wojcicki (* 1991), Deutschland, Mittelgewicht | - Sophie Alisch (* 2001), Deutschland, Federgewicht - Abass Baraou (* 1994), Deutschland, Superweltergewicht |